# Máriaváros (Kecskemét)

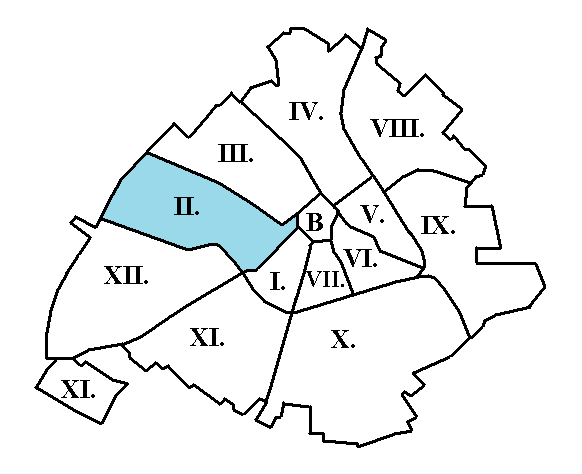
Máriaváros elhelyezkedése Kecskeméten

Máriaváros Kecskemét II. kerülete, mely a városon belül található. A város 1200-tól kezdve a település része volt. Lakosságát 10 000 főre becsülik. Nevezetességei: Vízműdomb, Arborétum.

## Fekvése
A város északnyugati részén terül el. Délnyugatról a Lajosmizse–Kecskemét-vasútvonal, délkeletről a Dózsa György út, Petőfi Sándor utca, északkeletről a Gáspár András körút, Hoffmann János utca, Nyíl utca, Nyíri út, északnyugatról pedig a III. Béla körút határolja.

## Oktatás

### Óvoda[1]
- Ferenczy Ida Óvoda Hosszú utcai óvodája[2] (Hosszú utca 3-5.)
- Ferenczy Ida Óvoda Szent Miklós utcai óvodája (Szent Miklós utca 16.)
- Kálmán Lajos Óvoda Juhar utcai óvodája (Juhar utca 9.)

### Általános Iskola
- Kecskeméti Belvárosi Zrínyi Ilona Általános Iskola Magyar Ilona Általános Iskolája[3] (Hoffmann János utca 8.)

### Középiskola
- Katona József Gimnázium[4] (Dózsa György út 3.)
- Kecskeméti Szakképzési Centrum Széchenyi István Idegenforgalmi, Vendéglátóipari Szakgimnáziuma és Szakközépiskolája[5] (Nyíri út 32.)

### Speciális Iskola
- Kecskeméti Óvoda, Általános Iskola, Készségfejlesztő Speciális Szakiskola,
- Kollégium, Gyermekotthon és Szociális Intézmény, Egységes Gyógypedagógiai
- Módszertani Intézmény[6] (Nyíri út 30, Juhar utca 23, Szalag utca 9.)

### Kollégium
- Kecskeméti Szakképzési Centrum Kollégiumának Nyíri út 32. szám alatti Széchenyi városi Kollégiuma[7] (Nyíri út 32.)
- Kecskeméti Táncsics Mihály Középiskolai Kollégium[8]( Nyíri út 28.)

## Közlekedés
A városrészben található a Kecskemét-Máriaváros vasútállomás.

## Egészségügy

### Orvosi rendelő
- Nyíri út 38/A. (Poly-Med orvosi rendelők)[9]
- Hosszú utca 10 (Doki Centrum)

### Kórház
- Bács-Kiskun Megyei Kórház[10] (Nyíri út 38.)

### Gyógyszertár
- Korona Gyógyszertár[11] (Nyíri út 38/A)
- Szalagházi Írisz Patika[12] (Vágó utca 2)

## Múzeumok
- Kecskeméti Katona József Múzeum – Magyar Naiv Művészek Múzeuma[13] (Gáspár András utca 11.)
- Kecskeméti Katona József Múzeum – Orvos- és Gyógyszerésztörténeti Gyűjtemény[14] (Kölcsey utca 3.)
- Kecskeméti Katona József Múzeum – Szórakaténusz Játékmúzeum és Műhely[15] (Gáspár András utca 11.)
- Kecskeméti Kortárs Művészeti Műhelyek – Népi Iparművészeti Gyűjtemény[16] (Serfőző utca 19/A.)

## Szabadidős tevékenység
- Benkó Zoltán Szabadidőközpont[17] (Nyíri út 61.)
- Domb Beach Strand[18] (Csabay Géza körút 1.)
- Kecskeméti Arborétum[19] (Nyíri út 48.)